# 廷塔鎮區 (明尼蘇達州特拉弗斯縣)
廷塔鎮區（英語：Tintah Township）是位於美國明尼蘇達州特拉弗斯縣的一個行政鎮區。

## 歷史
廷塔鎮區於1881年成立，得名自「草原」的達科他語。

## 地方資料
廷塔鎮區的面積為90.64平方千米，皆為陸地。根據2020年美國人口普查的數據，當地共有人口33人，而人口密度為每平方千米0.36人。